# ベンノ・テシィケ
ベンノ・テシィケ（Benno Gerhard Teschke、1967年-）は、ドイツ出身の歴史学者、国際政治学者。マルクス主義政治経済論の視点から近代主権国家システムの生成と変容について研究している。
西ドイツ・オスナブリュック生まれ。ロンドン・スクール・オブ・エコノミクス（LSE）で博士号取得。カリフォルニア大学ロサンゼルス校客員フェロー、ウェールズ大学スウォンジー校国際関係・政治学部講師を経て、2003年からサセックス大学上級講師。
著書 The myth of 1648 は、2003年度のアイザック・ドイッチャー記念賞を受賞。

## 理論的立場
地政学的システムというテシュケの分析アプローチは社会的所有関係に由来し、「外政の優位」を認めない。彼の著作の中心的テーゼは「1648年神話」、つまりウェストファリア体制をもって近代国家体制が成立するという主張への批判にある。これに対し、テシュケはこう主張する。封建制から近代国家体制への二重の移行が確認されるはずである。すなわち、ヨーロッパ大陸では、封建制から、王朝・前近代的国家から成る「多元世界」への移行が存在する。この転換はイギリス資本主義が始まる17世紀末期に生じるという。
　近代国家に特有の形態（暴力の独占、権力と横領の分離、支配権所有の非個人化、市場経済の成立）は、生産手段をその直接の生産者から分離するという所有関係から説明できる（ウェストファリア体制国家での絶対主義からは説明できない）とする一方、ヨーロッパでの領域国家制に特有の構造は資本主義からでは説明不可能で、第一の転換（王朝の領邦内での封建制）から説明できるとする。

## 著書
- The myth of 1648: class, geopolitics, and the making of modern international relations, Verso, 2003, paperback edition, 2009.
  - 『近代国家体系の形成: ウェストファリアの神話』、君塚直隆訳、桜井書店、2008年 ISBN 978-4921190514

## 論文
- "Revisiting the "War-Makes-States" Thesis: War, Taxation and Social Property Relations in Early Modern Europe", in Olaf Asbach and Peter Schroeder eds., War, the State and International Law in Seventeenth Century Europe, Ashgate, 2010.
- "Marxism and International Relations", in Christian Reus-Smit and Duncan Snidal eds., The Oxford Handbook of International Relations Oxford University Press, 2008.
- "The Many "Logics" of Capitalist Competition", Cambridge Review of International Affairs, 20(4), 2007, co-authored with Hannes Lacher.
- "Imperial Doxa from the Berlin Republic", New Left Review II, 40, 2006.
- "The Metamorphoses of European Territoriality: A Historical Reconstruction", in Michael Burgess and Hans Vollaard eds., State Territoriality and European Integration, Routledge, 2006.
- "Bourgeois Revolution, State-Formation and the Absence of the International", Historical Materialism, 13(2), 2005.
- "The Origins and Evolution of the European States-System", in William Brown, Simon Bromley and Suma Athreye eds., Ordering the International: History, Change and Transformation, Pluto Press, 2004.